# Can Vestit
Can Vestit o la Torre dels Frares és una masia de Montcada i Reixac (Vallès Occidental) inclosa a l'Inventari del Patrimoni Arquitectònic de Catalunya.

## Descripció
Documentada des del segle XIV, és un conjunt de proporcions i estructures considerables. En primer lloc, s'observa un cos davanter dedicat a l'habitatge i està distribuït en planta baixa i dos pisos. La planta és de forma rectangular i sobresurt de la resta de cossos que s'originen a la part posterior, perpendiculars al cos davanter i que formen dues ales de les quals la del costat dret es troba enderrocada. La façana principal s'obre a un pati i tanca amb dues portalades rectangulars amb restes de senyals d'haver tingut teulades a dos vessants. Aquest cos davanter seria el de les estances nobles. L'ala lateral esquerra era destinada al bestiar i la dreta per a cel·les, a l'època del règim dels frares, i habitatges després. Una vegada travessat el cos davanter se surt a un pati interior obert on hi ha un pou i des d'on hi ha accés als habitacles i estabularis.
A la façana principal hi ha la porta d'entrada d'arc rodó de mig punt i adovellada. Al primer pis hi ha tres obertures, les dues laterals són finestres rectangulars emmarcades i la del mig amb tipologia de balcó. També hi ha les restes d'una ubicació d'emmarcament d'un rellotge de sol i entremig la pedra clau de l'arc de la porta encara que hi ha la fornícula o nínxol per a una petita estàtua, segurament dedicada a Sant Jeroni. Al segon pis hi ha tres finestres rectangulars més petites i també emmarcades. La teulada és a quatre vessants i de teules àrabs.
El cos lateral esquerre, també d'habitacles, té planta baixa, segurament abans adaptat a bestiar, i un pis. Teulada d'un sol vessant. Presenta pedres cantoneres al cos davanter i contraforts a l'ala dreta.

## Història
La Torre dels Frares era anomenada abans Can Vestit. Benet Vestit va deixar-la en testament l'any 1547 als frares de Sant Jeroni de la Murtra, i va dependre d'aquest monestir l'any 1592 per donació de Pere Ses Olivelles. A la Torre dels Frares és on els pagesos i parcers que conreaven vinyes, terres i horts, propietat dels frares, anaven a pagar els delmes i tributs. A l'època dels Reis Catòlics, quan donaren cabuda a la Santa Inquisició, fou un centre inquisidor. D'altra banda, els frares Jeronis tenien la masia com a casa de repòs. En temps de la desamortització de Mendizabal la finca fou venuda per parts.